# Oreosomatidae

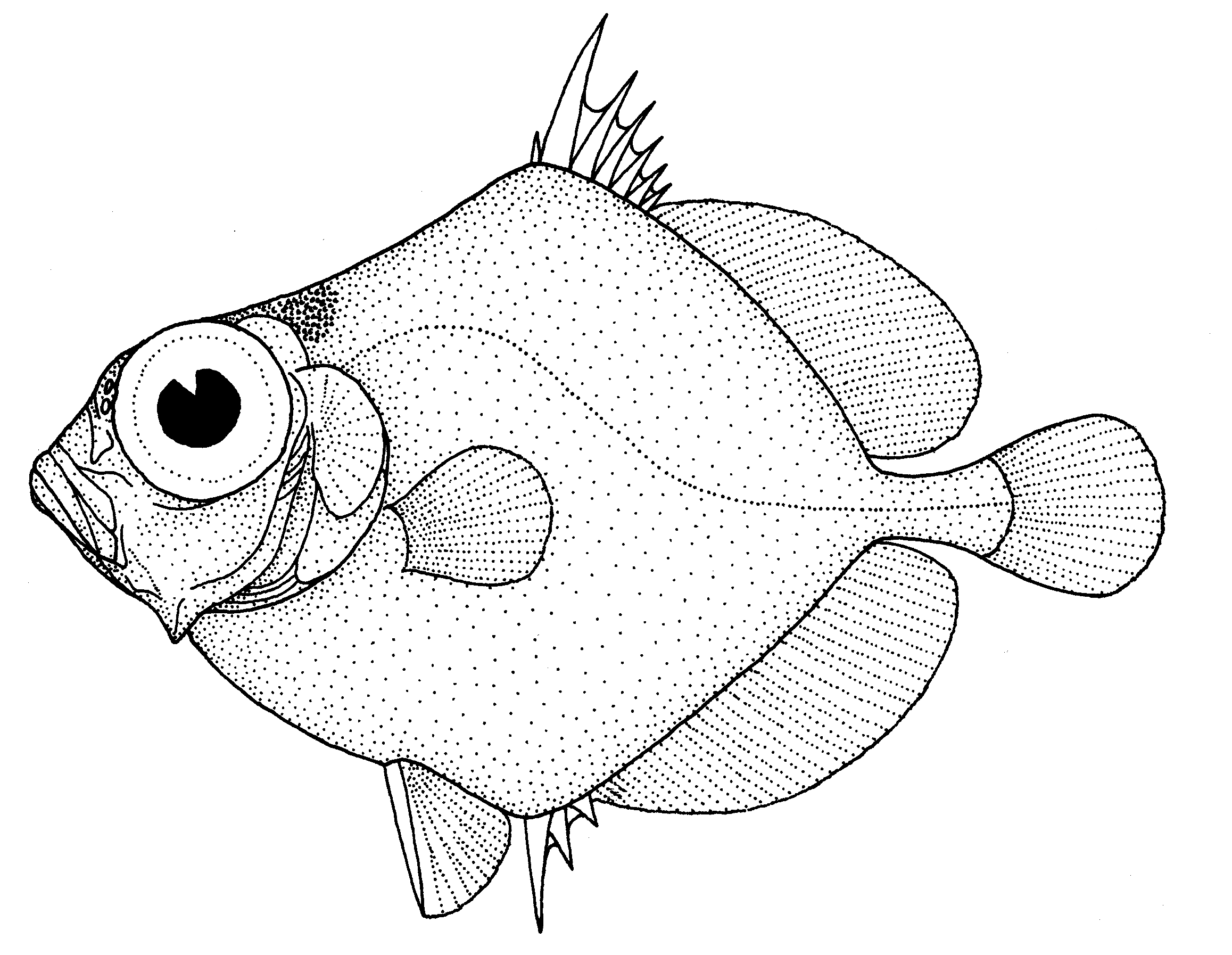
Neocyttus rhomboidalis

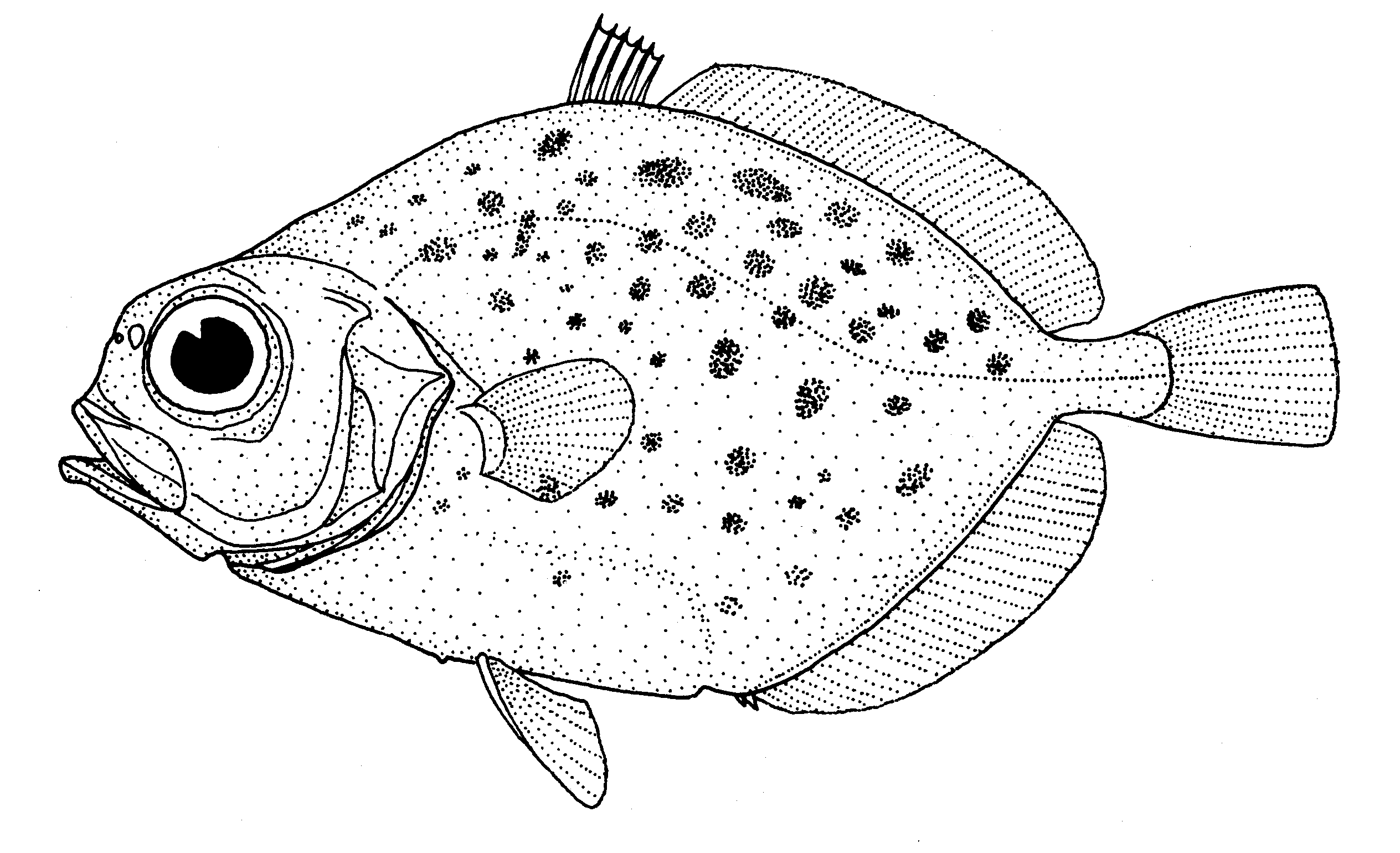
Oreo dory (Pseudocyttus maculatus).

Los oreos son la familia Oreosomatidae de peces marinos incluida en el orden Zeiformes, distribuidos por los océanos Antártico, Atlántico, Índico y Pacífico. Su nombre procede del griego: oreos (montaña) + soma (cuerpo), por la forma de su dorso...

## Morfología
Tienen el cuerpo muy comprimido lateralmente, con la parte superior de la boca protráctil; escamas pequeñas; el cuerpo de los juveniles llevan en algunas partes placas cónicas.
Tienen una sola espina en las aletas pélvicas, 5 a 8 espinas en la aleta dorsal y 2 a 4 espinas en la aleta anal.

## Géneros y especies
Existen 10 especies agrupadas en 4 géneros:
- Subfamilia Oreosomatinae:
  - Género Allocyttus (McCulloch, 1914)
    - Allocyttus folletti (Myers, 1960)
    - Allocyttus guineensis (Trunov y Kukuev, 1982)
    - Allocyttus niger (James, Inada y Nakamura, 1988)
    - Allocyttus verrucosus (Gilchrist, 1906) - Oreo verrugoso

  - Género Neocyttus (Gilchrist, 1906)
    - Neocyttus acanthorhynchus (Regan, 1908)
    - Neocyttus helgae (Holt y Byrne, 1908)
    - Neocyttus psilorhynchus (Yearsley y Last, 1998)
    - Neocyttus rhomboidalis (Gilchrist, 1906)

  - Género Oreosoma (Cuvier, 1829)
    - Oreosoma atlanticum (Cuvier, 1829)
- Subfamilia Pseudocyttinae:
  - Género Pseudocyttus (Gilchrist, 1906)
    - Pseudocyttus maculatus (Gilchrist, 1906) - Oreo dory